# Eidsvoll 1814's

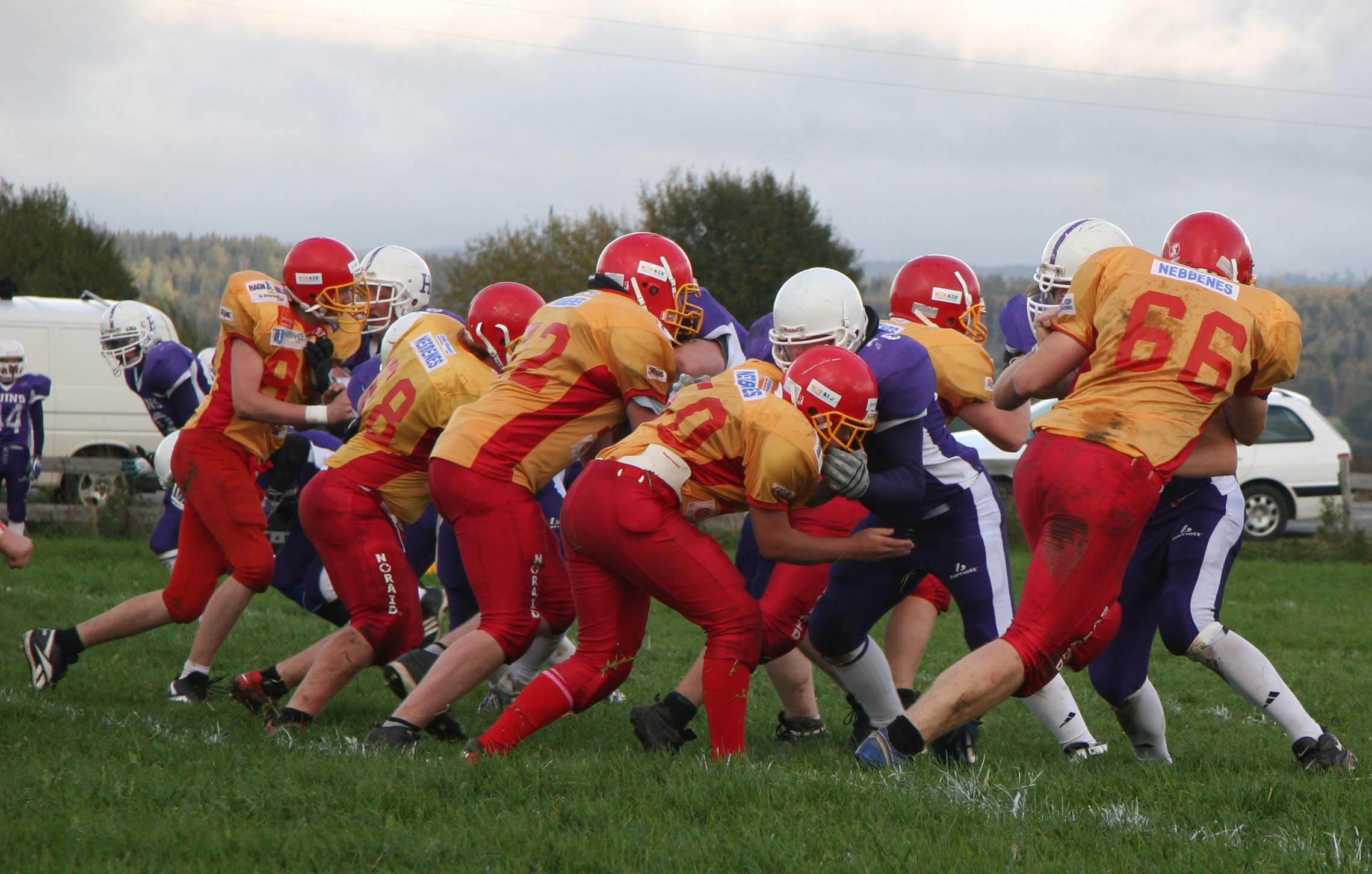
Un partido de los 1814's sub-19.

Eidsvoll 1814's es un equipo de fútbol americano de Eidsvoll, Akershus (Noruega).

## Historia
Fue fundado en 1995, y su nombre recuerda el año de la fima de la constitución de Noruega, precisamente en la localidad de Eidsvoll.
Se incorporó a la Segunda División noruega en 1996, ascendiendo a la máxima categoría en 1998. Ganaron su primer campeonato de liga en 2001, y lleva venciendo en todos los celebrados desde 2004. En 2006 jugó la final de la Copa de la EFAF.